# انتخابات الرئاسة الكولومبية 1868
انتخابات الرئاسة الكولومبية 1868 هي انتخابات رئاسية جرت في 1868، في كولومبيا، لانتخاب رئيس كولومبيا.
فاز بالانتخابات سانتوس جوتييريث.